# Exochus echigoensis
Exochus echigoensis är en stekelart som beskrevs av Kusigemati 1987. Exochus echigoensis ingår i släktet Exochus och familjen brokparasitsteklar. Inga underarter finns listade i Catalogue of Life.